# Свобода панорамы

Свобода панорамы в странах Европы для коммерческих целей.
ДА, включая произведения искусства
ДА, только здания
ДА, только в некоммерческих целях
НЕТ свободы панорамы
Нет данных

Свобо́да панора́мы (нем. Panoramafreiheit) — возможность производить съёмку и свободно распространять изображения защищённых авторскими правами объектов (зданий, скульптур и т. д.), находящихся в общественных местах.
В законодательстве разных стран права на фотографирование объектов различаются. В частности, эти правила очень строгие во Франции (в частности, нельзя размещать в свободном доступе фотографию входящей в общественное достояние Эйфелевой башни, если фотоснимок сделан в тёмное время суток, из-за авторских прав на иллюминацию) и менее строги в Германии и значительном числе других стран, в которых считается, что фотографии объектов и людей на улице или в публичных местах не запрещены для публикации.
В некоторых странах (Великобритания, Германия, Китайская Народная Республика) свобода панорамы закреплена законом. В других (некоторые государства бывшего СССР, Франция, Румыния) — значительно ограничена законодательством. В третьих (Соединённые Штаты Америки, Южная Корея, Россия) — распространяется только на некоторые категории объектов — например, только на здания. Существуют и государства (например, Италия), полностью запрещающие съёмку панорам. Закон многих стран разрешает неограниченное использование охраняемых авторскими правами изображений зданий и памятников только в некоммерческих целях.

## Свобода панорамы в России
До октября 2014 г. в России допускалось «свободное» распространение изображений защищённых авторскими правами объектов, находящихся в общественных местах, но только в некоммерческих целях и при условии, что защищённое авторскими правами произведение не является основным объектом воспроизведения.
С 1 октября 2014 года законодательство изменилось — была установлена свобода панорамы для произведений архитектуры, градостроительства и садово-паркового искусства. Для произведений изобразительного искусства (например, скульптур) по-прежнему действуют ограничения.
Согласно статье 1276 Гражданского кодекса Российской Федерации:

1. Допускаются без согласия автора или иного правообладателя и без выплаты вознаграждения воспроизведение и распространение изготовленных экземпляров, сообщение в эфир или по кабелю, доведение до всеобщего сведения произведения изобразительного искусства или фотографического произведения, которые постоянно находятся в месте, открытом для свободного посещения, за исключением случаев, если изображение произведения является основным объектом использования или изображение произведения используется в целях извлечения прибыли.
2. Допускается свободное использование путём воспроизведения и распространения изготовленных экземпляров, сообщения в эфир или по кабелю, доведения до всеобщего сведения в форме изображений произведений архитектуры, градостроительства и произведений садово-паркового искусства, расположенных в месте, открытом для свободного посещения, или видных из этого места.
— Статья 1276 Гражданского кодекса Российской Федерации

## Свобода панорамы на Украине
Украинское законодательство не предусматривает свободы панорамы. Ближайшими к СП по содержанию является положение пункта 4 статьи 21 Закона Украины «Об авторском праве и смежных правах», где отмечается, что «без согласия автора (или другого лица, имеющего авторское право), но с обязательным указанием имени автора и источника заимствования допускается воспроизведение с целью освещения текущих событий средствами фотографии или кинематографии, публичное извещение или другое публичное сообщение произведений, увиденных или услышанных в ходе таких событий, в объёме, оправданном информационной целью».

## Свобода панорамы в Беларуси
Согласно части 7 статьи 32 «Свободное использование объектов авторского права и смежных прав» закона Республики Беларусь «Об авторском праве и смежных правах» допускается без согласия автора и без выплаты авторского вознаграждения, но с обязательным соблюдением личных неимущественных прав автора (указанием автора произведения):

Фотографическое произведение, произведения архитектуры, изобразительного искусства могут быть воспроизведены, переданы в эфир или по кабелю, а также сообщены для всеобщего сведения иным образом в случае, если такие произведения постоянно находятся в месте, открытом для свободного посещения. При этом изображение таких произведений не должно являться основным объектом воспроизведения, передачи в эфир, передачи по кабелю или иного сообщения для всеобщего сведения, а также не должно использоваться в коммерческих целях.
— Об авторском праве и смежных правах. Закон Республики Беларусь от 17 мая 2011 г. № 262-З. Дата обращения: 10 апреля 2012. Архивировано 30 ноября 2012 года.

## Свобода панорамы в Европейском союзе
В 2016 году Европейская комиссия начала публичные консультации по вопросу свободы панорамы для выработки единой позиции Европейского союза, установив крайний срок для ответов — 15 июня 2016 года. Директива ЕС об информационном пространстве допускает широкое толкование исключения для панорамы, а практика существенно различается в разных государствах — членах ЕС. Согласно директиве, государства-члены могут предусматривать исключения и ограничения исключительного права на использование произведений, постоянно расположенных в общественных местах.

### Эстония
В Эстонии свободы панорамы нет. Согласно действующему закону об авторском праве, в Эстонии есть право создавать и распространять изображения зданий и произведений искусства, расположенных в общественных местах, только в некоммерческих целях, однако, граница между коммерческим и некоммерческим использованием чётко не определена. В 2017 году эстонское недоходное объединение Wikimedia Eesti предложило внести поправки в Закон об авторском праве, устанавливающие коммерческую свободу панорамы в Эстонии, однако это предложение не нашло поддержки в Комитете по культуре Рийгикогу. Против свободы панорамы выступили Союз авторов Эстонии, Союз архитекторов Эстонии и Союз графических дизайнеров Эстонии. 
Аналогично Эйфелевой башне в Париже, фотоснимок главного здания Тартуского университета (построено в 1809 году) сам по себе является некоммерческим, однако художественно оформленное рождественскими огнями здание защищено авторским правом. 
Закон Эстонии об авторском праве предусматривает свободное использование фотографий в научных, образовательных, информационных и судебных целях. Поэтому об отсутствии свободы панорамы в Эстонии, как правило, не сообщается, а наиболее влиятельные субъекты, затронутые авторским правом, не обеспокоены отсутствием этой свободы — закон предусматривает для них исключения, но даже они не абсолютны. Например, «при освещении текущих событий допускается воспроизведение в печати произведения, увиденного или услышанного во время событий, и его распространение среди публики в мотивированном объёме, форме и объеме, которые отвечают потребностям освещения текущих событий» (§ 19 (4) ). Это не дает разрешения на свободное использование работы в качестве иллюстрации для повествований, анализов и других жанров, не относящихся к новостям. «Использование правомерно опубликованного произведения в качестве иллюстративного материала в образовательных и научных целях допускается в обоснованном объеме и при условии, что такое использование не преследует коммерческих целей» (там же, п. 2), что, по-видимому, не включает деятельность обучающих компаний, но и обучающая деятельность и учебные материалы некоммерческих организаций также не разрешены однозначно (нюансы можно трактовать по-разному). 